# Rothenacker
Rothenacker ist ein Ortsteil der Stadt Tanna im Saale-Orla-Kreis in Thüringen.

## Geographie und Geologie
Rothenacker hat ohne seine eingemeindeten Dörfern Willersdorf und Ebersberg 136 Einwohner. Die Orte liegen im Dreiländereck Sachsen-Thüringen-Bayern im Südostthüringer Schiefergebirge zwischen 520 und 630 m über NN östlich des Rosenbühls. Diese Böden sind durch ihren hohen Feinerdeanteil und Humusgehalt sehr fruchtbar. Es fallen im langjährigen Mittel 770 mm Niederschlag.
Das Tannaer Waldgebiet schirmt die Flächen der Orte ab. Die Bundesstraße 2 ist gut erreichbar und eine der Hauptverkehrsadern neben der Landesstraße 1093 der Umgegend als Zubringer zur Bundesautobahn 9 und Bundesautobahn 72.

## Nachbarorte
Benachbarte Gemeindeteile sind Unterkoskau, Stelzen, Mißlareuth, Haidefeld, Gefell und Göttengrün.

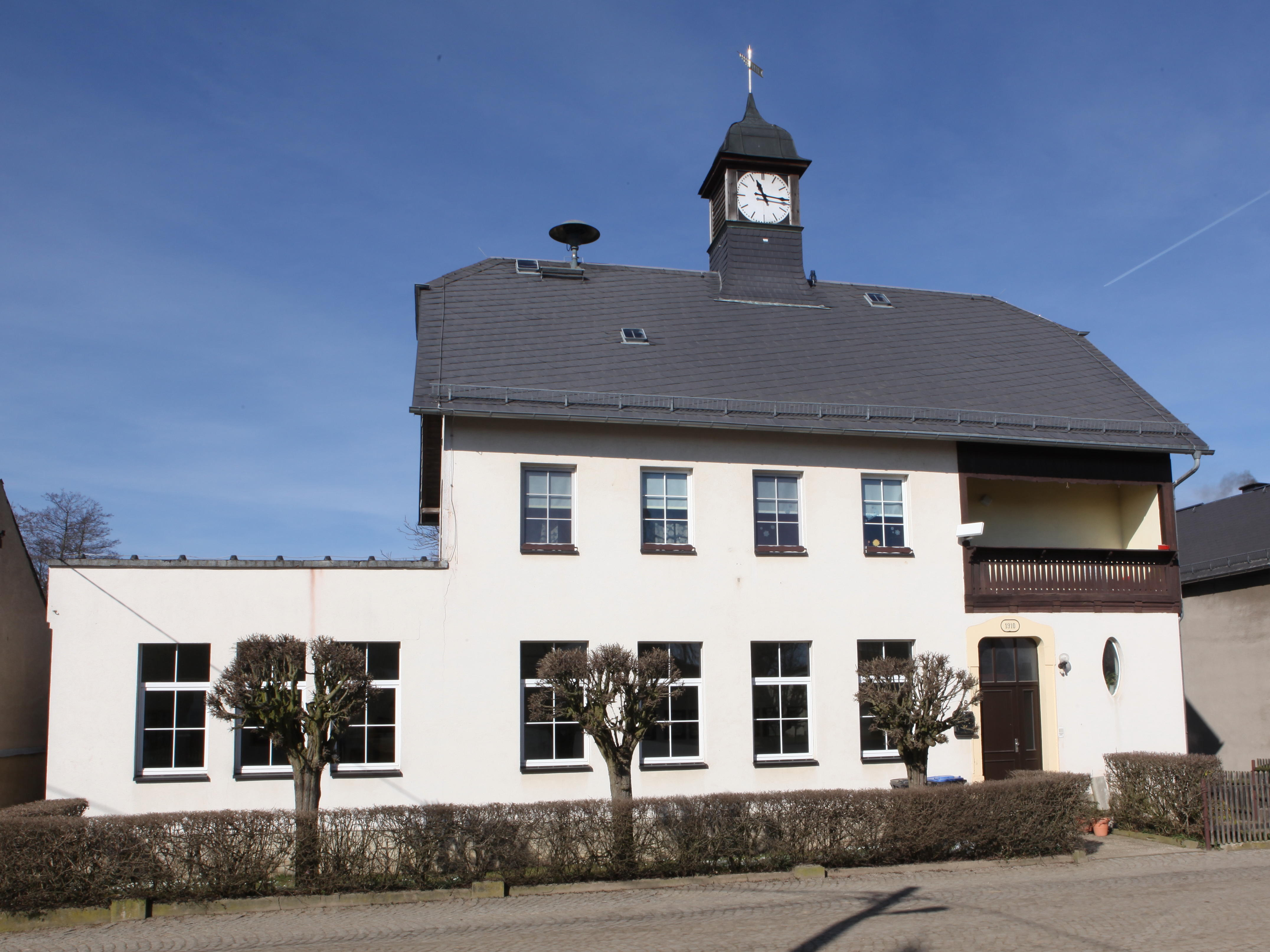
Ehemalige Schule

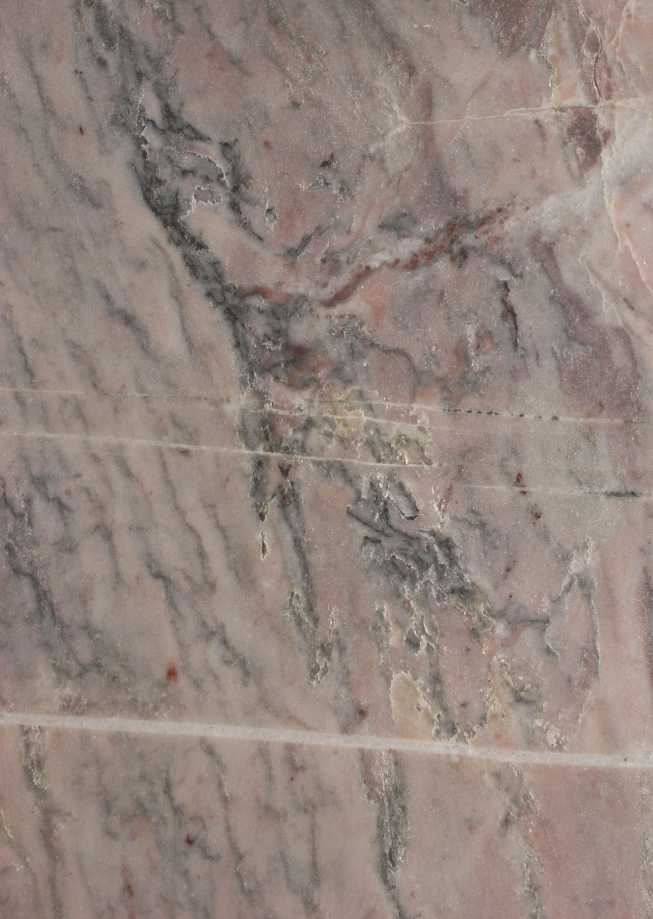
Saalburger Marmor, Sorte Violett

## Geschichte
Rothenacker wurde 1402 urkundlich erstmals erwähnt. Der Ort war und ist landwirtschaftlich geprägt.
1894 begann man mit dem Marmorabbau in der Gemarkung. Das violette, grünliche und teilweise lebhaft texturierte Gestein wurde als Saalburg Violett in den Handel gebracht und ist der einzige petrographische Marmor in der Werksteingruppe der Saalburger Marmore.
1961 erfolgte die Zwangsaussiedlung einer Familie durch die Behörden der DDR.
Mit der Gründung der Güterverwaltung Nicolaus Schmidt am 29. Oktober 1991 beschritt man mit 128 Aktionären einen neuen Weg der Agrarvereinigung. Die alte Struktur der Landwirtschaft nach 1952 wurde aufgelöst. Diese Gutsverwaltung ist der größte Arbeitgeber im Ort. Bei Austritt erfolgt eine Barabfindung. Man orientiert sich auf Milchviehhaltung, Marktfruchtanbau und Biogaserzeugung mit 21 Arbeitskräften.

## Persönlichkeiten
- Nikolaus Schmidt-Küntzel (1606–1671), Gelehrter[5]